# Herb Kęt
Herb Kęt – jeden z symboli miasta Kęty i gminy Kęty w postaci herbu ustanowiony przez Radę Miejską 16 lutego 1996.

## Wygląd i symbolika
Herb przedstawia na tarczy dwudzielnej w słup w polu prawym czerwonym połuorła białego koronowanego, w polu lewym błękitnym trzy orle jaja ponad dwiema złotymi falami rzeki (Soły). 

## Historia

Dawny herb Kęt

Herb znany jest od XVI wieku. Potwierdzony przez władze austriackie w 1793 r.
Herb zatwierdzony 2 marca 1939 r. przez MSW RP został tak opisany: "Tarcza dwudzielna. W polu prawym błękitnym pół orła złotego z dziobem językiem i szponami czerwonymi. W polu lewym czerwonym, trzy kule srebrne: pierwsza na wysokości szyi orła, druga niżej na wysokości nasady ogona, trzecia w lewo od obu kul, pośrodku".